# Pornanong Phatlum
Pornanong Phatlum (em tailandês:  พรอนงค์ เพชรล้ำ; nascida em 4 de dezembro de 1989) é uma golfista profissional tailandesa que atualmente joga nos torneios do Circuito LPGA com base nos Estados Unidos.
No golfe dos Jogos Olímpicos de Verão de 2016, realizados no Rio de Janeiro, Brasil, terminou sua participação na competição de jogo por tacadas individual feminino em vigésimo quinto lugar, representando Tailândia.

## Vitórias profissionais (11)

### Títulos no Ladies Asian Golf Tour (9)
| N.º | Data                    | Torneio                                 | Pontuação máxima   | Margem de vitória | Vice-campeã(s)                         |
| --- | ----------------------- | --------------------------------------- | ------------------ | ----------------- | -------------------------------------- |
| 1   | 10 de fevereiro de 2006 | Hong Kong Ladies Masters (como amadora) | –3 (70-73-73=216)  | 1 tacada          | Russamee Gulyanamitta, Xiao Long Zhong |
| 2   | 22 de fevereiro de 2008 | Thailand Ladies Open                    | –8 (65-73-70=208)  | 2 tacadas         | Frances Bondad, Hae Jung Kim           |
| 3   | 26 Mar 2008             | DLF Women's Indian Open                 | –4 (70-70-72=212)  | 4 tacadas         | Yun Jye Wei, Yuki Sakurai              |
| 4   | 27 de fevereiro de 2009 | DLF Women's Indian Open                 | –8 (68-72-68=208)  | 2 tacadas         | Hae Jung Kim                           |
| 5   | 23 de janeiro de 2011   | Hitachi Ladies Classic                  | –5 (69-72-70=211)  | 8 tacadas         | Miki Saiki                             |
| 6   | 2 de dezembro de 2012   | Hero Women's Indian Open^               | –13 (72-65-66=203) | 4 tacadas         | Caroline Hedwall                       |
| 7   | 20 de janeiro de 2013   | Hitachi Ladies Classic                  | –6 (67-72-71=210)  | 2 tacadas         | Patcharajutar Kongraphan               |
| 8   | 12 de janeiro de 2014   | Hitachi Ladies Classic                  | –8 (70-69-69=208)  | 5 tacadas         | Peiyun Chien                           |
| 8   | 11 de janeiro de 2015   | Hitachi Ladies Classic                  | –2 (71-71-72=214)  | 3 tacadas         | Meng-Chu Chen, Teresa Lu               |

### Títulos no Circuito Europeu Feminino (2)
| N.º | Data                  | Torneio                    | Pontuação máxima      | Margem de vitória | Vice-campeã(s)   |
| --- | --------------------- | -------------------------- | --------------------- | ----------------- | ---------------- |
| 1   | 2 de dezembro de 2012 | Hero Women's Indian Open^  | –13 (72-65-66=203)    | 4 tacadas         | Caroline Hedwall |
| 2   | 7 de dezembro de 2013 | Omega Dubai Ladies Masters | –15 (68-70-69-66=273) | 1 tacada          | Stacy Lewis      |

^ Co-sancionada pelo Ladies European Tour e pelo Ladies Asian Golf Tour.

### Outras vitórias (1)
- 2012 Copa HSBC LPGA Brasil (evento não-oficial do Circuito LPGA)